# Costa Achada
Costa Achada es una localidad caboverdiana del municipio de Ribeira Grande de Santiago.

## Geografía
La localidad está situada en la isla de Santiago.

## Organización territorial
La localidad abarca el lugar de:
- Calheta de São Martinho